# 스즈키 도모유키
스즈키 도모유키(일본어: 鈴木 智幸, 1985년 12월 20일 ~ )는 일본의 전 축구 선수이다.

## 구단 경력
그는 2008년부터 2021년까지 J리그의 도쿄 베르디, 도치기 SC, 마쓰모토 야마가 FC, 이와테 그루자 모리오카에서 활동하였다.